# تبريد نشط

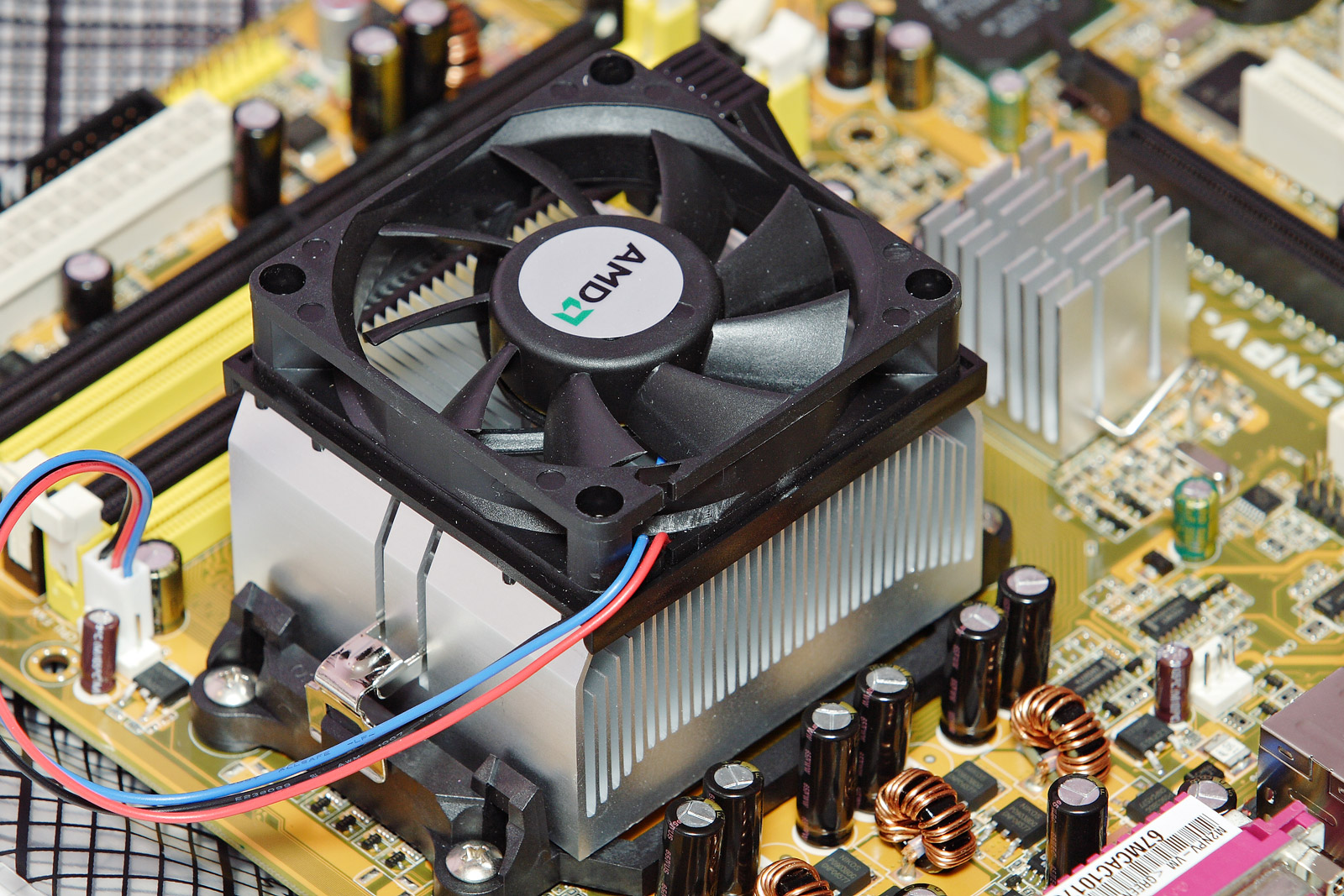

نظام التبريد النشط هو النظام الذي لا يتضمن استهلاك طاقة لتبريد شيءٍ ما، على عكس التبريد الغيبي والذي لا يستخدم أية طاقة.
في أنظمة التبريد النشط تتحرك مادة التبريد لتنقل الحرارة من مكان لآخر، ومادة التبريد والتي تكون غازًا مثل تبريد الحاسوب بالهواء، أو سائلًا مثل مائع التبريد في المشعاع في السيارات. ففي حالة السوائل مثلًا، تستخدم مضخة لتحريك المائع من المحرك إلى المشعاع، والذي يعمل على تبريدها، ومن ثم من المشعاع إلى المحرك مرة أخرى ليمتص المائع الحرارة منه. تعتمد مختلف أنظمة التبريد النشط على دورات التبريد ومضخات الحرارة.